# Soča
Soča (italsky Isonzo) je řeka ve Slovinsku a v Itálii (oblast Furlansko-Julské Benátsko). Je 136 km dlouhá. Povodí má rozlohu 3 500 km².

## Průběh toku

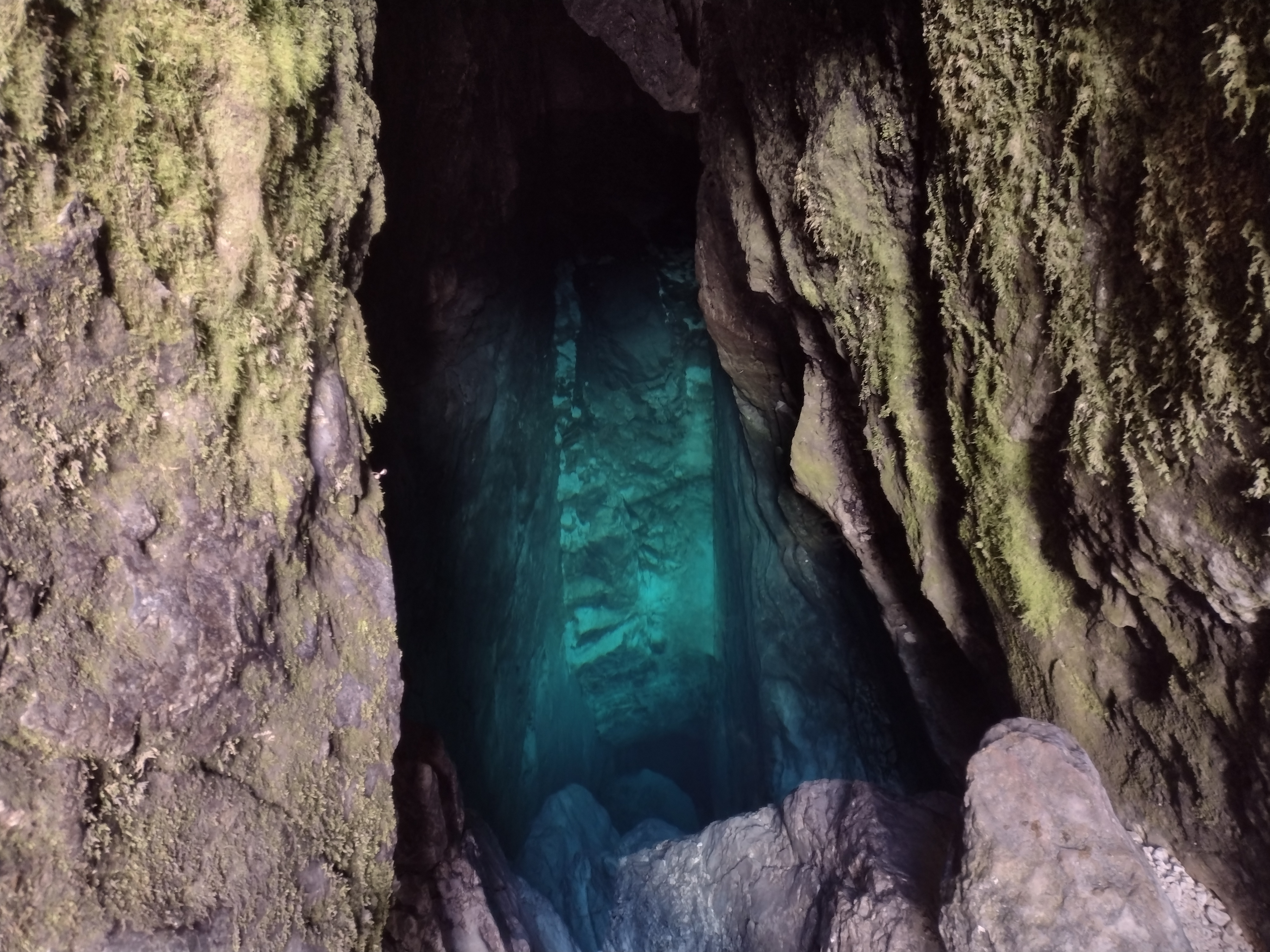
Pramen řeky Soča

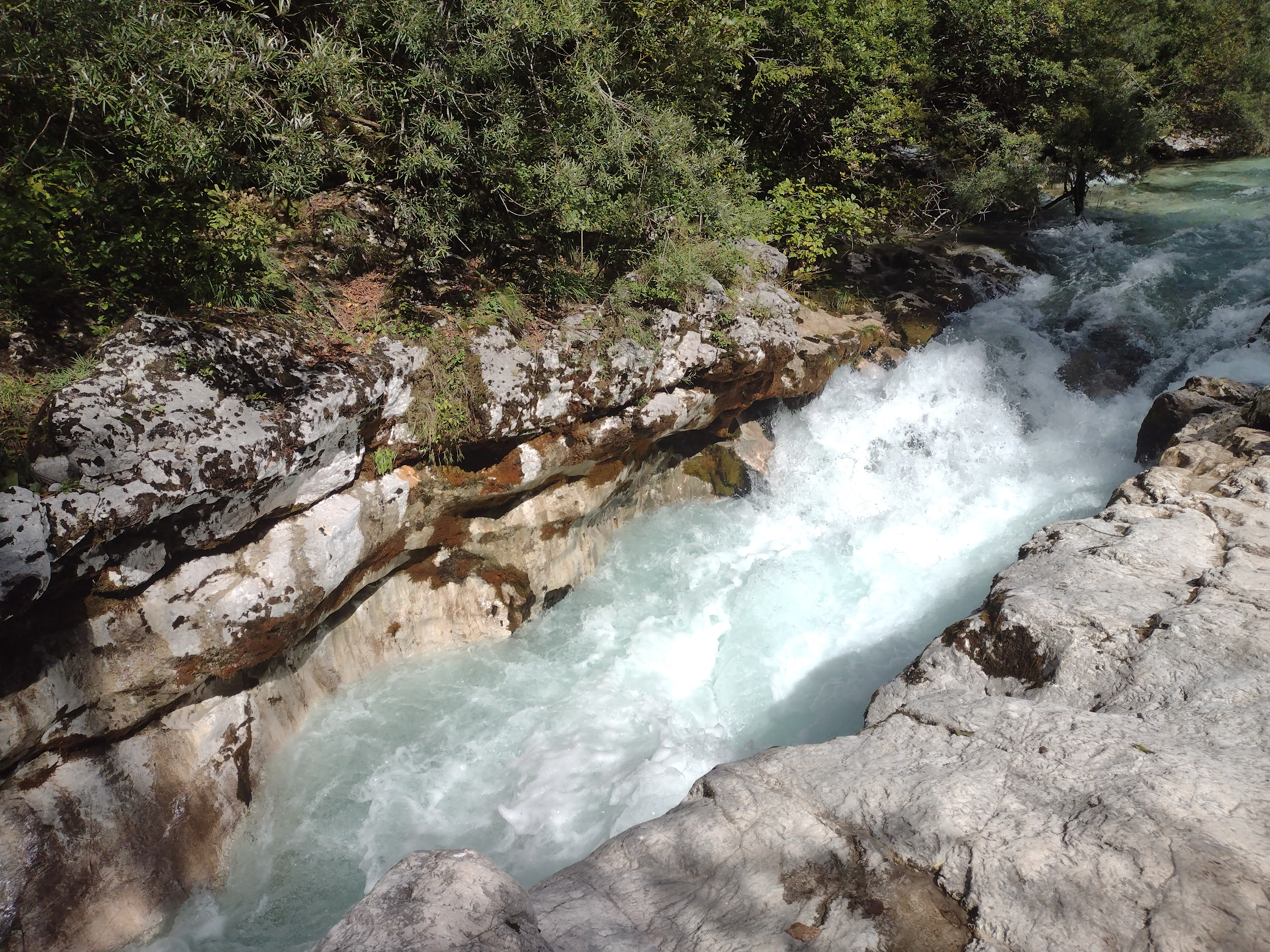
Velika korita

Pramení ve výšce 876 m n. m. v Julských Alpách nedaleko obce Trenta pod horou Jalovec, ve Slovinsku. Pramen řeky bývá označován jako Izvir Soči a tvoří ho podzemní jezírko do kterého se sbírá voda z úbočí hor Jalovec, Šite, Travnik a Mojstrovka a má charakteristicky tyrkysové zbarvení, které má i další tok řeky. Je dáno především velkým množstvím rozpuštěného uhličitanu vápenatého, který ovlivňuje lom světla. U města Gorica protéká přes státní hranici do Itálie a zároveň také do Benátské nížiny. Ústí do Terstského zálivu Jaderského moře.

## Vodní stav
Zdroj vody je sněhový a dešťový. Vodnatost řeky je nejvyšší na jaře a na podzim, nejmenší naopak v létě a v zimě. Průměrný roční průtok vody činí 135 m³/s.

## Využití

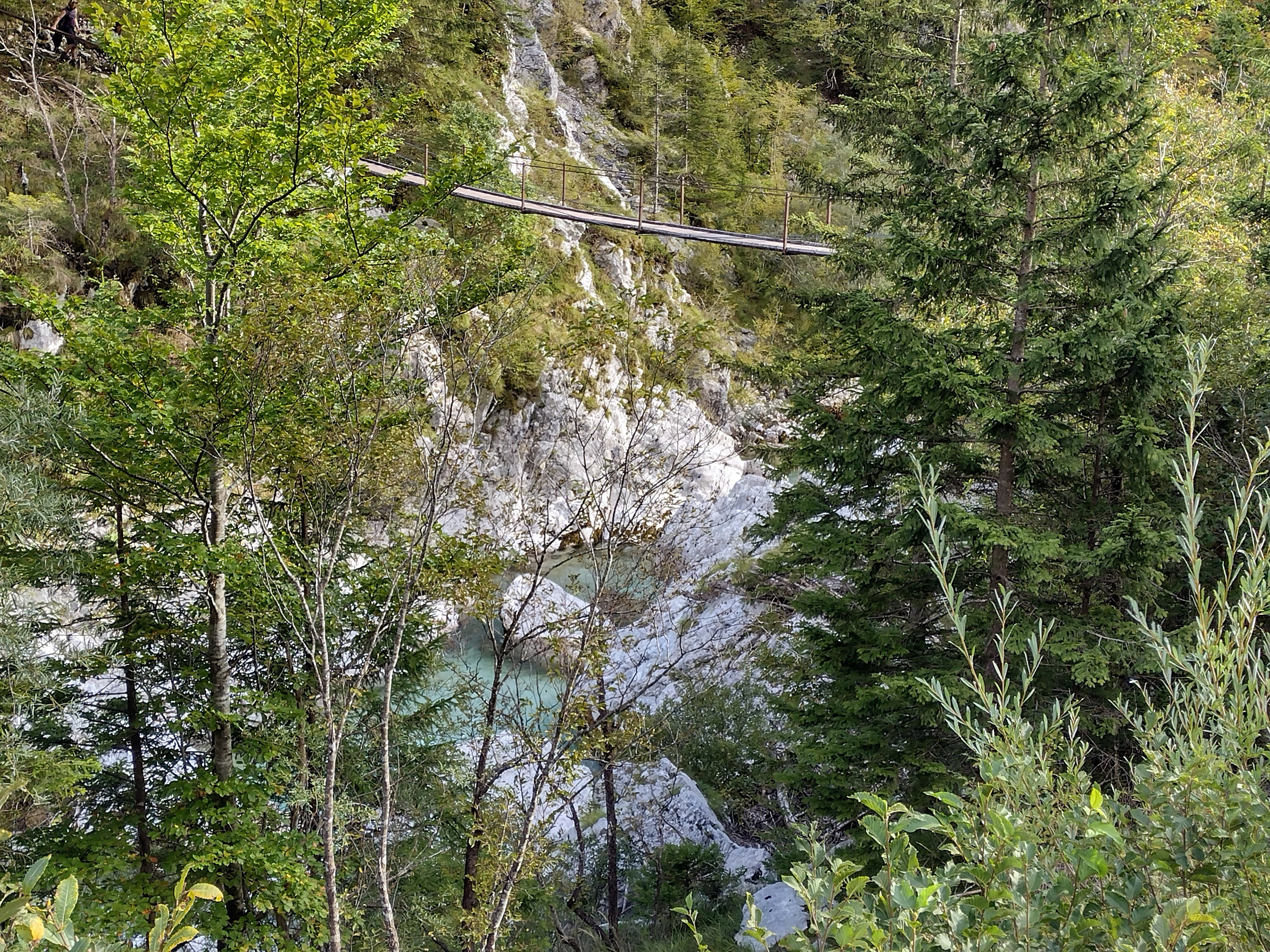
Jedna z četných lávek pro pěší přes Soču

Na řece bylo vybudováno několik vodních elektráren. Na dolním toku je možná vodní doprava. Peřeje na horním toku u Bovce jsou vyhledávané vodáky z celého světa. Dělí se na několik částí s různou obtížností. V Bovci je větší množství půjčoven vodáckého vybavení a provozuje se tu komerční rafting. Kaňon Velika Korita, kterým řeka protéká, je vyhledávanou atrakcí mezi turisty.
Řeka patří mezi vyhlášené revíry pstruha mramorovaného. Právě zde jsou realizovány mezinárodní projekty pro zachování genetické čistoty tohoto druhu.
Během let 1900- 1906 se 31 km údolí řeky Soča stalo trasou železniční trati Jesenice - Gorice - Terst, která byla vybudována jako součást železničního spojení mezi českými zeměmi a Jadranem. Železnice opouští údolí Soči v místech, kde řeku překlenuje Solkanský most, považovaný za největší zděný obloukový most na světě.

## Historie
V době 1. světové války v letech 1915–17 došlo v údolí řeky k těžkým bojům mezi italským a rakousko-uherským/německým vojskem. Celkem došlo ke 12 bitvám, ve kterých se italským vojskům nepodařilo prorazit obranu protivníka. Sočské boje zaznamenaly jen malé pohyby frontové linie. Velmi významný podíl na udržení obrany proti italským útokům měly jednotky z českých zemí, které tu prokázaly velké hrdinství. Až po ofenzivě 24. října 1917 se díky německým posilám podařilo prolomit frontu a zahnat italské vojsko sto kilometrů na západ směrem k řece Piavě.

## Kultura

### Film
Ve filmu Letopisy Narnie: Princ Kaspian je využita ke ztvárnění řeky Beruny.